# La batalla de las estrellas
La batalla de las estrellas fue un concurso televisivo emitido por la cadena española Telecinco entre 1993 y 1994. Fue presentado por Bertín Osborne, Arancha del Sol, Jordi LP y la actriz italiana Carmen Russo. En octubre de 1993 y hasta el fin de las emisiones, esta última fue sustituida por la presentadora Loreto Valverde. Actuaban como corresponsales móviles Yvonne Reyes y María Abradelo.

## Mecánica
Dos grupos de competidores se enfrentan en pruebas de habilidad en las que son asistidos por invitados famosos. Ejerció de árbitro del programa el esquiador de élite Francisco Fernández Ochoa.
El espacio se articulaba en cuatro secciones: Las pruebas de habilidad, la participación de los espectadores desde sus hogares, el apartado ¿Qué te juegas? y actuaciones musicales.
Cada prueba proporcionaba dinero, que se iba acumulando en el marcador de los dos equipos. Al final, el equipo que acumulase más dinero resultaba ganador y donaba la cantidad a una sociación benéfica. El equipo perdedor era sometido a un pequeño castigo (Normalmente se le lanzaba un cubo de agua sobre la cabeza).

## Invitados
Entre otros, participaron en el juego los siguientes invitados populares:
| - Alejandra Grepi - Álex Crivillé - Anabel Alonso - Ángel Cristo - Beatriz Santana - Bibiana Fernández - Blanca Fernández Ochoa - Carmen Flores - Coral Bistuer - David Summers - Diego Armando Maradona - Esther Arroyo - Eugenia Santana | - Fernando Guillén - Fernando Romay - Jesús Gil y Gil - Jesús Vázquez - Joaquín Arozamena - José Luis Garci - Juncal Rivero - Lara Dibildos - Micky Molina - Paola Dominguín - Pepe Carrol - Remedios Cervantes - Ursula Andress |